# Frankie Kazarian
Frank Gerdelman (4 de agosto de 1977) es un luchador profesional armenio-estadounidense, conocido por sus nombres artísticos Frankie Kazarian, Kazarian y Suicide, quien actualmente trabaja en Total Nonstop Action Wrestling. Gerdelman es famoso por sus apariciones en numerosas promociones, como Ring of Honor, World Wrestling Entertainment y la Total Nonstop Action Wrestling. Fue dos veces Campeón Mundial al haber ganado en dos ocasiones el PWG World Championship.

## Carrera

### Pro Wrestling Guerrilla (2003-2008)
Kazarian debutó en la Pro Wrestling Guerrilla (PWG) en el primer evento de la empresa, celebrado el 26 de julio de 2003, perdiendo ante A.J. Styles. Luego, pasó a competir en el Bad Ass Mother 3000, derrotando a Scott Lost en la primera ronda, a Lil Cholo en la segunda, a Christopher Daniels en la semifinal y a Joey Ryan en la final, siendo coronado el primer Campeón de la PWG. Tras retenerlo el 4 de octubre ante Styles y Daniels y el 15 de noviembre ante American Dragón, participó en el Tango & Cash Invitational, defendiéndolo en el primer evento ante Adam Pearce y en el segundo ante Babi Slymm, Jonny Storm y M-Dogg 20. Finalmente, perdió el título ante Pearce el 22 de febrero de 2004. Sin embargo, lo recuperó el 19 de junio al derrotar a Pearce. Finalmente, ambos se enfrentaron el 10 de julio en un Steel Cage match con la estipulación de que el perdedor debía abandonar la ciudad, ganando Kazarian y yéndose Pearce.
Luego de retenerlo ante Colt Cabana, Samoa Joe y Ricky Reyes, lo perdió el 13 de noviembre ante Súper Dragón. Luego intentó obtener el Campeonato en Parejas de la PWG, enfrentándose a diferentes campeones con diferentes compañeros. El 13 de marzo lo intentó con Joey Ryan, siendo derrotados por Chris Bosh & Scott Lost; el 2 de abril lo intentó de nuevo junto a Chris Sabin, pero volvió a ser derrotado y el 19 de agosto hizo equipo con Petey Williams, siendo derrotados por 2 Skinny Black Guys (El Generico & Human Tornado). También participó en el Battle of Los Ángeles 2005, pero fue derrotado en la primera ronda por Rocky Romero. Luego, en Crazymania, formó parte de un torneo para luchar por el Campeonato Mundial de la PWG, ganando en la primera ronda a Jimmy Yang, pero perdiendo en la segunda ante B-Boy. Durante el evento de la PWG (Please Don't Call it) The O.C. el 6 de mayo de 2006, Scorpio Sky le cortó a Kazarian su coleta, empezando un feudo. Este hecho fue agravado debido a que una de las molestias que tuvo en la WWE fue que la dirección quería que se cortara el pelo. Esto hizo que ambos empezaran un feudo, enfrentándose en la primera ronda de Battle of Los Ángeles 2006, ganando Kazarian, pero perdiendo en la siguiente ante Súper Dragón, debido a la interferencia del stable de Sky, The Dynasty. El 6 de octubre se enfrentó a Sky & Jade Chung en un First Blood match en desventaja, perdiendo Kazarian. Su feudo culminó el 13 de enero en un combate en el que el perdedor abandonaría la ciudad, ganando Kazarian. Kazarian dejó la PWG en mayo de 2007, cuando la otra empresa para la que trabajaba, la Total Nonstop Action Wrestling (TNA), sacó a todos sus empleados de la PWG. A pesar de esto, Kazarian hizo una aparición especial el 24 de febrero de 2008, luchando en un torneo para coronar un nuevo Campeón Mundial de la PWG, pero fue derrotado en la primera ronda por Karl Anderson.

### World Wrestling Entertainment (2005)
El 25 de febrero de 2005, Kazarian dejó la TNA y firmó un contrato con la World Wrestling Entertainment (WWE). Fue asignado a su territorio de desarrollo, la Ohio Valley Wrestling (OVW), para mejorar sus habilidades antes de luchar en la WWE. Hizo su debut en televisión en la WWE en un episodio de Velocity el 16 de julio de 2005 bajo el nombre de "The Future" Frankie Kazarian, derrotando a Nunzio y manteniéndose invicto desde julio hasta agosto. Durante este tiempo, tuvo victorias ante Scotty 2 Hotty, Funaki y Paul London. Sin embargo, el 15 de agosto anunció que había dejado la empresa dos días antes. Más tarde, reveló que dejó la empresa cuando se enteró de que no tenía planes para realzar la división peso crucero.

### Total Nonstop Action Wrestling (2006-2014)

#### 2009-2010
Se pensó en Kazarian para interpretar el papel del luchador enmascarado Suicide, pero no pudo hacerlo por una lesión, por lo que el personaje le fue dado a Daniels. Cuando se recuperó de su lesión, tomó el papel de Suicide, quien tenía en su poder el Campeonato de la División X. Su primera lucha como Suicide fue el 17 de marzo, defendiendo el título ante Kiyoshi. También lo retuvo en Sacrifice ante Daniels, ya que llegaron al límite de tiempo establecido. Durante este tiempo, Alex Shelley, Chris Sabin, Jay Lethal y Consequences Creed insistieron en desenmascarar a Suicide, diciendo que era Daniels enmascarado, hecho que se desmintió cuando les vieron juntos. Sin embargo, interfirieron en su lucha en Sacrifice, por lo que en Slammiversary se pactó un King of the Mountain match entre los seis por el título. Suicide retuvo el campeonato, pero dos días después, lo perdió ante Homicide.
Después de desaparecer durante unas semanas, hizo su regreso en Hard Justice, compitiendo en un Steel Asylum match contra Daniels, Shelley, Sabin, Lethal, Creed, Amazing Red y el debutante D'Angelo Dinero. Daniels ganó la lucha, ya que Dinero atacó a Suicide, empezando ambos un feudo. El 20 de agosto Suicide atacó a Dinero después de su lucha contra Consequences Creed. El 17 de septiembre Dinero derrotó a Suicide en una lucha normal y en No Surrender le derrotó de nuevo en un Falls Count Anywhere match. La siguiente semana terminaron su feudo, derrotando Suicide a Dinero en una Street match. En Bound for Glory participó en una lucha por el Campeonato de la División X de Amazing Red contra Red, Shelley, Sabin, Homicide y Daniels, reteniendo Red el título. El 15 de octubre empezó un feudo con Homicide cuando le robó su traje, diciendo que conocía su identidad. Durante las semanas previas a Final Resolution, D'Angelo Dinero le propuso unirse a su equipo, compuesto por Dinero, Hernández y Matt Morgan, contra el equipo de Team 3D, Rhyno y Jesse Neal, a lo que Suicide aceptó. En Final Resolution, el equipo de Morgan, Dinero, Hernández y Suicide derrotó al de Team 3D, Rhyno y Neal, siendo Suicide el segundo eliminado de su equipo.
Gerdelman hizo su regreso a la TNA como Kazarian el 15 de febrero de 2010, derrotando junto a Generation Me & Amazing Red al Campeón de la División X Doug Williams, The Motor City Machine Guns & Brian Kendrick, empezando un feudo con Williams. Tras derrotar a Kendrick y obtener una lucha por el título, se enfrentó a Williams y a Daniels el 8 de marzo, reteniendo Williams. Tras esto, se realizó un Ladder match en Destination X por una oportunidad por el título. El ganador fue Kazarian, derrotando a Daniels, Red y Kendrick.
Sin embargo, se pactó una lucha por el título en Lockdown entre Kaz, Williams y Shannon Moore, pero el campeonato tuvo que ser dejado vacante antes del evento, ya que Williams no pudo asistir. Como sustituto, se incluyó a Homicide en la lucha. La pelea la ganó Kazarian estrenando un nuevo finisher, el Kneeling back to belly piledriver, ganando por tercera vez el título. Sin embargo, lo perdió ante Williams un mes después en Sacrifice. Poco después, empezó a cambiar a heel al acompañar a Ric Flair, quien le tenía en más alta estima que a su pupilo, A.J. Styles. Esto hizo que se generara tensión entre ambos sobre quien podía derrotar al rival de Flair, Jay Lethal, pero ninguno lo consiguió. Ante esto, Flair les puso en una lucha por equipos en Victory Road frente a Rob Terry & Samoa Joe, ganando los primeros y acabando su rivalidad. Tras esto, se formó un equipo liderado por Flair conocido como Fortune, añadiéndose a Beer Money, Inc. (James Storm & Robert Roode). Además, el 12 de agosto, durante una ceremonia en honor a la ECW, Fortune junto a Douglas Williams y Matt Morgan atacaron a los luchadores de la empresa, conocidos como EV 2.0, empezando un feudo con ellos. 
En Bound for Glory, ambos stables se enfrentaron en un Lethal Lockdown match, donde EV 2.0 (Tommy Dreamer, Sabu, Stevie Richards, Raven & Rhino) derrotó a Fortune (A.J. Styles, Kazarian, Robert Roode, James Storm & Matt Morgan), terminando el feudo. Tras esto, se pactó otra lucha en Turning Point entre EV 2.0 y Fortune, en donde el equipo ganador elegiría un miembro del perdedor para ser despedido. En el evento, Fortune (A.J. Styles, Kazarian, Robert Roode, James Storm & Douglas Williams) derrotó a EV 2.0 (Sabu, Stevie Richards, Brian Kendrick, Raven & Rhino), eligiendo a Sabu para que fuera despedido. Tras esto, Bischoff ordenó a todo Fortune que ganaran los títulos de la TNA. 

#### 2011-2012
En Genesis, derrotó a Jay Lethal, ganando por cuarta vez el Campeonato de la División X y defendiéndolo con éxito ante Lethal dos semanas después. Sin embargo, el 3 de febrero en Impact cambió junto a Fortune a face al atacar a Immortal, empezando ambas facciones un feudo. Tras defender en Against All Odds su título frente a Robbie E y en Victory Road en un Full Metal Mayhem match lucha que también participaron Jeremy y Max Buck, en Lockdown Fortune (Kazarian, James Storm, Robert Roode & Daniels) derrotó a Immortal (Bully Ray, Matt Hardy, Ric Flair & Abyss) en un Lethal Lockdown Match. Tras esto, retuvo el título ante Max Buck en Sacrifice, pero lo perdió el 19 de mayo ante Abyss en Impact Wrestling. Luego continuó su feudo con Abyss recibiendo su revancha al campeonato en Slammiversary IX enfrentando a Abyss y Brian Kendrick siendo derrotado reteniendo Abyss el campeonato. Luego comenzó un breve feudo con Samoa Joe luego que le atacara en Backstage. En Destination X derrotó a Samoa Joe. Luego en Hardcore Justice, Fortune (Kazarian, Chris Daniels & A.J. Styles) derrotaron a Immortal (Abyss, Gunner & Scott Steiner). Durante el mes de septiembre tuvo un feudo con Jeff Jarrett debido al tratamiento que la esposa de Jeff, Karen Jarrett le daba a su recién nombrada asistente Traci Brooks, esposa de Kazarian.
A finales de 2011, Fortune se disolvió cuando Daniels y Roode cambiaron a heel. Las semanas siguientes participó junto a Styles en un torneo para nombrar a los retadores al Campeonato Mundial en Parejas de la TNA. Ambos llegaron a la final, celebrada el 5 de enero de 2012 en Impact Wrestling, pero fueron derrotados por Magnus & Samoa Joe cuando Kazarian abandonó a Styles y se alió con Christopher Daniels. En Against All Odds, Kazarian acompañado de Daniels logró derrotar a A.J. Styles. El 23 de febrero en Impact Wrestling, Kazarian atacó a Styles durante el combate de este contra Robbie E por el Campeonato Televisivo de TNA, por lo que impidió que ganara el Campeonato. La semana siguiente Kazarian derrotó a Styles nuevamente en un Gauntlet Match para luego explicar su alianza con Daniels. En Victory Road, Kazarian & Daniels fueron derrotados por Styles & Mr. Anderson. En Lockdown, ambos volvieron a enfrentarse a Styles & Anderson en el Lethal Lockdown match como parte del Team Eric. En el evento, su equipo fue derrotado. El 10 de mayo, Kazarian reveló que se había aliado con Daniels para evitar que saliera a la luz un secreto de Styles, pero cambió definitivamente cuando supo de qué se trataba. Entonces enseñaron una serie de fotografías en las que se veía a Styles con la presidenta de TNA Dixie Carter en una actitud amorosa. Tres días después en Sacrifice, derrotaron a Magnus & Samoa Joe para ganar el Campeonato Mundial en Parejas de la TNA. En ese mismo evento, le costaron a Styles su combate contra Angle al distraerle, pero cuando acudieron a atacarle, Angle cambió a Face y le ayudó. El 31 de mayo, en el evento principal del primer episodio en directo de Impact Wrestling, acudió a ayudar a Daniels en su combate contra Styles, pero fue derrotado. Tras el combate, Daniels y Kazarian atacaron a Syles y a Angle, quien había ido a salvarle, antes de emitir una grabación telefónica entre él y Dixie Carter, pero fue cortada por Carter antes de acabar el show. Finalmente en Slammiversary, Kazarian & Christopher Daniels enfrentaron a A.J. Styles & Kurt Angle por los Campeonatos Mundiales en Parejas de TNA, siendo derrotados y perdiendo los Campeonatos.
El 21 de junio en Impact Wrestling, Styles y Carter revelaron que habían mentido acerca de su relación, ya que ambos estaban ayudando a una mujer embarazada llamada Claire a superar sus adicciones. La semana siguiente, Kazarian se enfadó con Daniels, ya que no había recibido ningún trato especial. Sin embargo, durante su combate contra Angle & Styles, Kazarian atacó a A.J. con una silla, recuperando los Campeonatos Mundiales en Parejas de TNA. Después de esto, Daniels admitió que no habían dicho la verdad sobre Claire, ya que el hijo que esperaba era de Styles. Ambos tuvieron su primera defensa titular el 8 de agosto, derrotando a Devon & Garett Bischoff. Tres días después, en  Hardcore Justice, se enfrentó a Devon por el Campeonato Televisivo de la TNA, pero fue derrotado. El 23 de agosto, la storyline de Claire Lynch fue abortada, terminando en que no estaba embarazada y todo fue un plan de Daniels y Kazarian.
Tras esto, Hulk Hogan se enfadó porque no defendían los campeonatos, por lo que les puso una serie de defensas. El 6 de septiembre retuvieron el título ante Chavo Guerrero, Jr. & Hernández. Tres días después, en No Surrender, tuvieron otra defensa exitosa ante Styles & Angle. Finalmente, en Bound for Glory, perdieron los títulos ante Guerrero & Hernández en un combate en el que también luchadron Styles & Angle. En Turning Point obtuvieron su revancha, pero fueron derrotados por Chavo & Hernández. En Final Resolution enfrentó a James Storm pero fue derrotado.

#### 2013-2014
En Lockdown Daniels y Kazarian obtuvieron una lucha por el título en parejas contra Chavo Guerrero & Hernández y los Campeones Bobby Roode y Austin Aries quienes retuvieron el título. El 11 de mayo, Kazarian dejó la TNA.

### Ring of Honor (2015-2019)
El 14 de octubre de 2018, Kazarian y su compañero de equipo de SoCal Uncensored, Scorpio Sky, ganaron un partido de equipo de triple amenaza para convertirse en Campeones del Equipo de Etiqueta del Mundo ROH, marcando el tercer reinado de Kazarian con esos títulos. En Final Battle, perdieron el título de Tag Team contra The Briscoe Brothers en Ladder War. Al día siguiente, SoCal Uncensored dejó ROH. 

### All Elite Wrestling (2019-2022)
En enero de 2019 se reveló que Kazarian sería uno de los primeros firmantes de All Elite Wrestling, una nueva promoción de lucha iniciada por los luchadores Cody Rhodes y The Young Bucks.

### IMPACT Wrestling (2022- Actualmente)
El día 13 de enero apareció en el evento Hard To Kill anunciando que volvió a tiempo completo a la empresa.

## En lucha

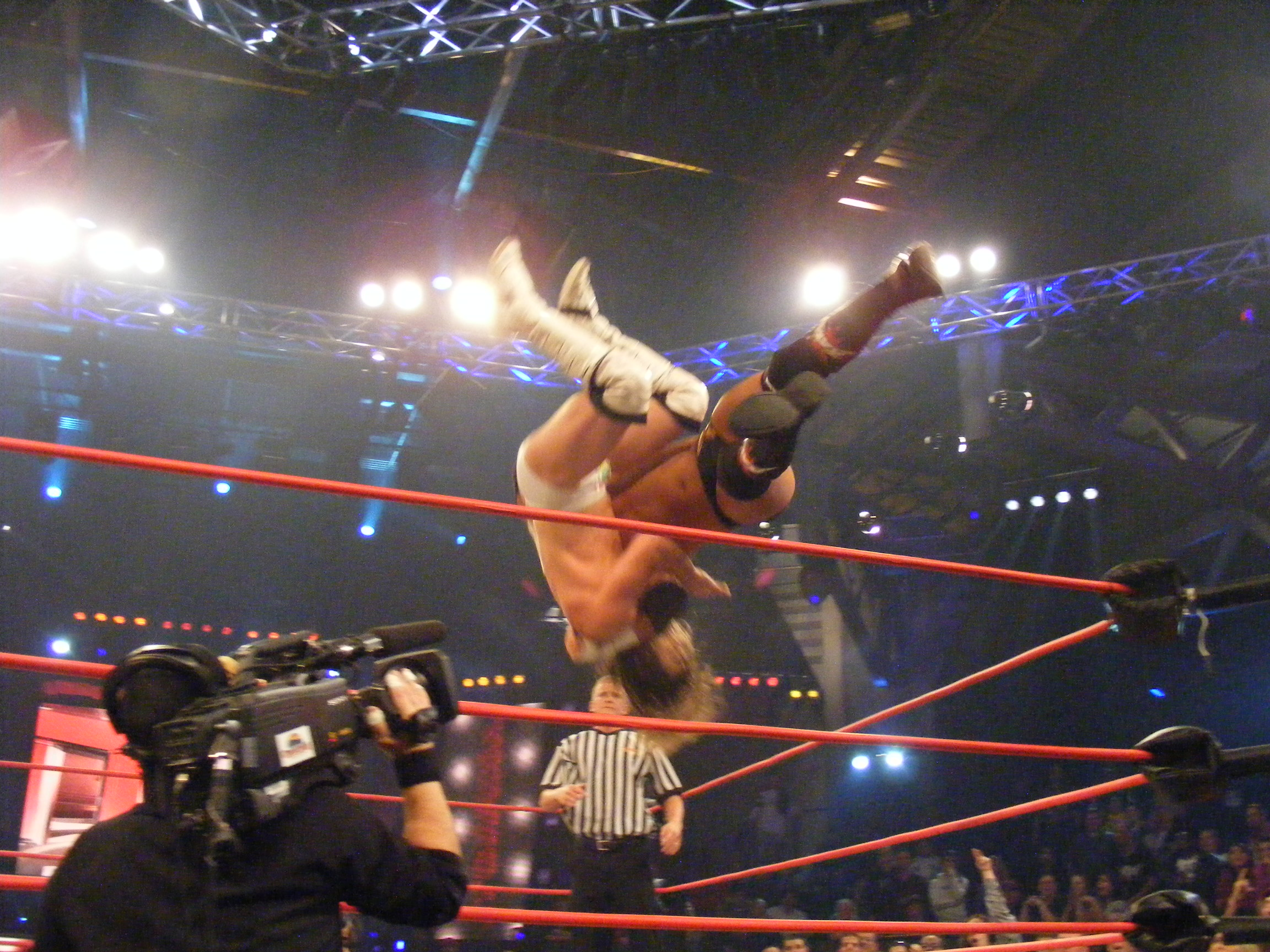
Kazarian realizando un Condensador de flujo en Brian Kendrick.

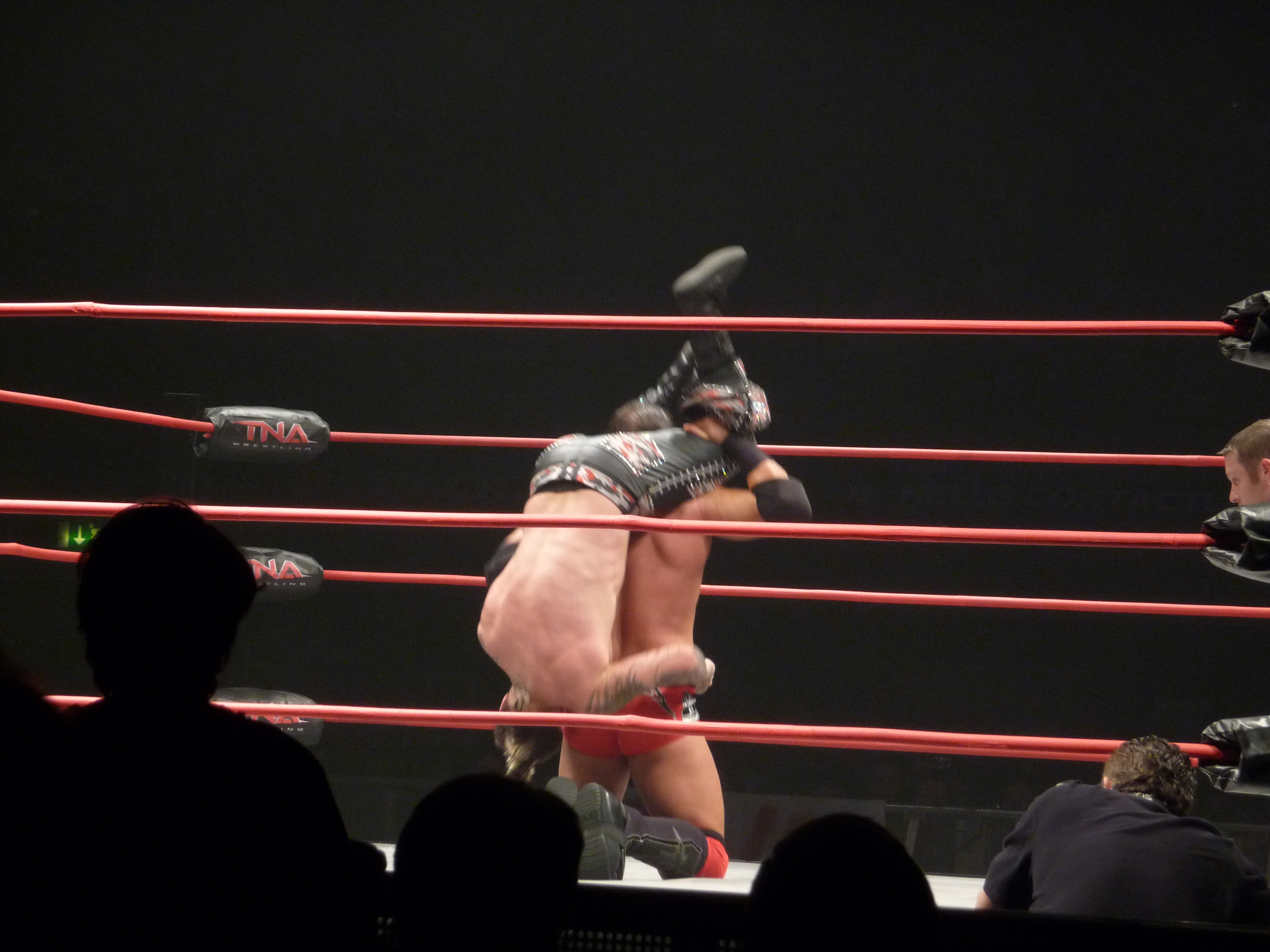
Kazarian aplicando un "Fade to Black" a Shannon Moore.

- Movimientos finales
  - Ace of Spades (Rounding stunner)
  - Back to the Future[3] (Bridging wrist-rock  electric chair drop)[3]
  - D.O.A. – Dead On Arrival[42] (Sunset flip powerbomb) - 2008-2010; como Suicide
  - Fade to Black[43] (Kneeling belly to back piledriver)[44]
  - Flux Capacitor[3] (Rounding moonsault side slam)[3][45]
  - Half nelson choke con bodyscissors[3] - 2005-2006
  - Running double knee strike a un oponente arrinconado transicionado en double knee facebreaker[46] - 2008-2010; como Suicide
  - Shining wizard[47][48] – 2011
  - Suicide Solution[49] (Overhead leghook belly to back suplex) - 2008-2010; como Suicide
  - Tomikaze (Reverse double underhook facebuster) - 2014
  - Wave of the Future[3] (Swinging reverse STO)

- Movimientos de firma
  - Back body double leg slam
  - Belly to belly suplex[3]
  - Bicycle kick[50]
  - Bridging northern lights suplex
  - Dropkick,[49] a veces desde una posición elevada
  - Enzuigiri
  - Fisherman suplex
  - German suplex[3]
  - Inverted hip toss
  - Jumping high kick[3]
  - Over the top rope suicide somersault senton
  - Rolling cradle pin
  - Rolling fireman's carry slam[51] - 2008-2010; como Suicide
  - Running elbow smash a un oponente arrinconado - 2008-2010; como Suicide
  - Shoulder neckbreaker seguido de DDT[3]
  - Slingshot derivado en DDT,[3] leg drop,[3] Oklahoma roll[52] o double knee facebreaker
  - Spin kick[3]
  - Springboard discus leg drop[3] o back elbow smash[3][53]
  - Swinging float-over neckbreaker
  - Swinging russian legsweep[54]
  - Turnbuckle snapmare driver[46] - 2008-2010; como Suicide

- Managers
  - Jade Chung
  - Looney Lane
  - Melina
  - SoCal Val
  - Traci[3]
  - Christy Hemme[3]
  - C. Edward Vander Pyle
  - Ric Flair[3]

- Apodos
  - "The Future"[3]
  - "The Coolest Man in Wrestling"[55]
  - "The K-A-Z"[56]
  - "The Dark Savior"[57] - Como Suicide

## Campeonatos y logros
- All Elite Wrestling

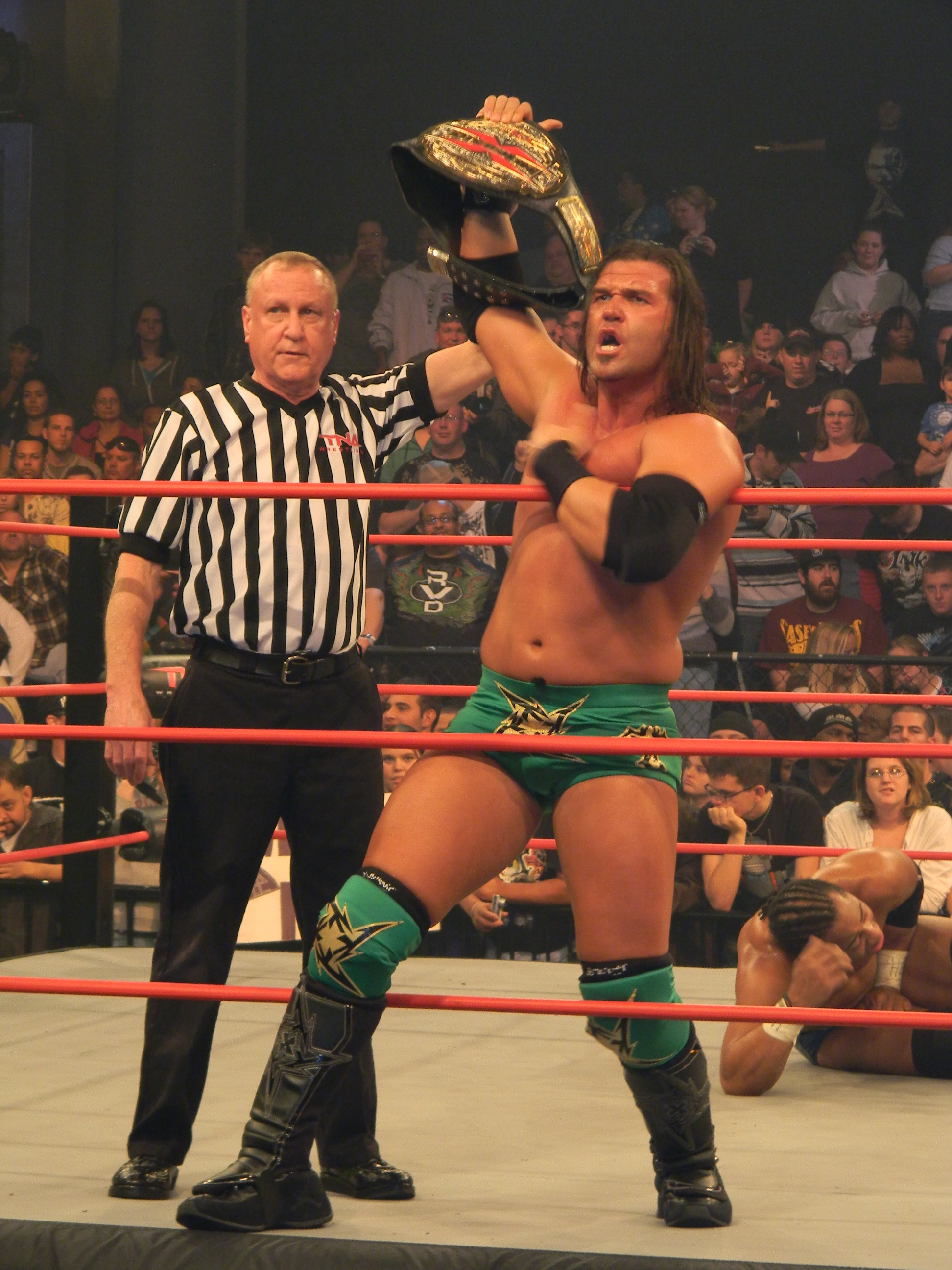
Kazarian durante su quinto reinado como Campeón de la División X de la TNA.

  - AEW World Tag Team Championship (1 vez e inaugural) – con Scorpio Sky

- Big Time Wrestling
  - BTW Tag Team Championship (1 vez) – con Jason Styles[58]

- California Wrestling Coalition
  - CWC Heavyweight Championship (1 vez)
  - CWC Tag Team Championship (1 vez) – con Iron Eagle

- East Coast Wrestling Alliance
  - ECWA Tag Team Championship (1 vez) – con Nova[59]

- Empire Wrestling Federation
  - EWF Heavyweight Championship (1 vez)[3]
  - EWF Tag Team Championship (1 vez) – con Josh Galaxy[3]

- International Wrestling Coalition
  - IWC United States Championship (1 vez)[60]

- Jersey All Pro Wrestling
  - JAPW Light Heavyweight Championship (1 vez)[3]
  - JAPW New Jersey State Championship (1 vez)[61]

- Millennium Pro Wrestling
  - MPW Heavyweight Championship (1 vez)[62]

- Phoenix Championship Wrestling
  - PCW Television Championship (1 vez)[63]
  - PCW Tag Team Championship (1 vez) – con Nova[3]

- Pro Wrestling Guerrilla
  - PWG Championship (2 veces)[64]
  - Bad Ass Mother 3000 (2003)[3]

- Rising Phoenix Wrestling
  - RPW Invitational Tournament (2006)[65]

- Ring of Honor
  - ROH World Tag Team Championship (3 veces) – con Christopher Daniels (2), Scorpio Sky (1)
  - ROH World Six-Man Tag Team Championship (1 vez) - con Christopher Daniels & Scorpio Sky (1)

- Total Nonstop Action Wrestling
  - TNA X Division Championship (5 veces)[3]
  - TNA World Tag Team Championship (2 veces) - con Christopher Daniels
  - Fight for the Right Tournament (2007)[3]
  - X Division King of the Mountain (2008)[3]

- Ultimate Pro Wrestling
  - UPW Lightweight Championship (1 vez)[3]
  - UPW Tag Team Championship (1 vez) – con Nova[3]

- United States Xtreme Wrestling
  - UXW Xtreme Championship (1 vez)[3]

- West Coast Wrestling Alliance
  - WCWA Heavyweight Championship (1 vez)[66]

- Pro Wrestling Illustrated
  - Situado en el N.º 238 en los PWI 500 de 1999[67]
  - Situado en el N.º 140 en los PWI 500 del 2000[68]
  - Situado en el N.º 92 en los PWI 500 del 2001[69]
  - Situado en el N.º 67 en los PWI 500 de 2002[70]
  - Situado en el N.º 131 en los PWI 500 del 2003[71]
  - Situado en el N.º 50 en los PWI 500 del 2004[72]
  - Situado en el N.º 73 en los PWI 500 del 2005[73]
  - Situado en el N.º 412 en los PWI 500 del 2006[74]
  - Situado en el N.º 229 en los PWI 500 del 2007[75]
  - Situado en el N.º 159 en los PWI 500 del 2008[76]
  - Situado en el N.º 30 en los PWI 500 de 2009[77]

- Wrestling Observer Newsletter
  - WON Equipo del año - 2012, con Christopher Daniels
  - WON Peor lucha del año - 2006 TNA Reverse Battle Royal en TNA Impact![78]